# Monterrey Grand Prix
Il Monterrey Grand Prix è stato un torneo di tennis, facente parte del Grand Prix e del World Championship Tennis, giocato dal 1981 al 1983 a Monterrey in Messico su campi in sintetico indoor.

## Albo d'oro

### Singolare
| Anno      | Vincitore       | Finalista        | Punteggio     |
| --------- | --------------- | ---------------- | ------------- |
| 1976      | Eddie Dibbs     | Harold Solomon   | 7–6, 6–2      |
| 1977      | Wojciech Fibak  | Vitas Gerulaitis | 6–4, 6–3      |
| 1978-1980 | Non disputato   |                  |               |
| 1981      | Johan Kriek     | Vitas Gerulaitis | 7–6, 3–6, 7–6 |
| 1982      | Jimmy Connors   | Johan Kriek      | 6–2, 3–6, 6–3 |
| 1983      | Sammy Giammalva | Ben Testerman    | 6–4, 3–6, 6–3 |

### Doppio
| Anno      | Vincitori                    | Finalisti                   | Punteggio     |
| --------- | ---------------------------- | --------------------------- | ------------- |
| 1976      | Brian Gottfried Raúl Ramírez | Ross Case Geoff Masters     | 6–2, 4–6, 6–3 |
| 1977      | Ross Case Wojciech Fibak     | Billy Martin Bill Scanlon   | 3–6, 6–3, 6–4 |
| 1978-1980 | Non disputato                |                             |               |
| 1981      | Kevin Curren Steve Denton    | Johan Kriek Russell Simpson | 7–6, 6–3      |
| 1982      | Victor Amaya Hank Pfister    | Tracy Delatte Mel Purcell   | 6–3, 6–7, 6–3 |
| 1983      | Nduka Odizor David Dowlen    | Andy Andrews John Sadri     | 6–3, 7–5      |